# Article 153 de la Constitution belge
L'article 153 de la Constitution belge fait partie du titre III Des pouvoirs. Il traite de la nomination des membres du ministère public.
Il date du 7 février 1831 et était à l'origine — sous l'ancienne numérotation — l'article 101. Il n'a jamais été révisé.

## Texte
« Le Roi nomme et révoque les officiers du ministère public près des cours et des tribunaux. »